# Adiato Djaló Nandigna
Adiato Djaló Nandigna (sinh ngày 6 tháng 11 năm 1958) là một nữ chính trị gia người Guinea-Bissau. Bà từng đảm nhiệm chức vụ Thủ tướng lâm thời của Guinea-Bissau vào năm 2012, trở thành người phụ nữ đầu tiên giữ vị trí này trong lịch sử đất nước. Tuy nhiên, chính phủ của bà đã bị lật đổ trong cuộc đảo chính quân sự tháng 4 năm 2012, và bà bị lực lượng an ninh bắt giữ vào năm 2013. Sau giai đoạn bất ổn, bà quay trở lại chính trường và giữ chức Bộ trưởng Bộ Quốc phòng trong nội các của Thủ tướng Carlos Correia vào năm 2015.

## Sự nghiệp chính trị
Trước năm 2008, bà từng đảm nhiệm chức vụ Bộ trưởng Bộ Văn hóa, Thanh niên và Thể thao trong chính phủ Guinea-Bissau. Sau đó, bà tiếp tục được bổ nhiệm làm Bộ trưởng Bộ Truyền thông dưới thời Thủ tướng Carlos Gomes Júnior. Khi ông Gomes Júnior từ chức để tranh cử tổng thống sau cái chết của Tổng thống Malam Bacai Sanhá, Adiato Djaló Nandigna được chỉ định làm Thủ tướng lâm thời. Đây là lần đầu tiên trong lịch sử Guinea-Bissau một người phụ nữ được bổ nhiệm vào vị trí này, đánh dấu một cột mốc quan trọng trong tiến trình bình đẳng giới tại đất nước. Trong thời gian tại vị, bà đồng thời cũng là người phát ngôn của chính phủ, cho thấy tầm ảnh hưởng và vai trò điều hành quan trọng của bà trong nội các.
Tuy nhiên, nhiệm kỳ của bà kết thúc đột ngột vào tháng 4 năm 2012 khi một cuộc đảo chính quân sự xảy ra, lật đổ chính phủ dân sự đương nhiệm. Cùng với Tổng thống lâm thời Raimundo Pereira, bà bị bắt giữ bởi phe đảo chính. Có thông tin cho rằng bà đã bị bắn trực tiếp trong thời điểm đó. Đến ngày 21 tháng 11 năm 2013, bà tiếp tục bị lực lượng tình báo và an ninh quốc gia bắt giữ, một động thái gây phẫn nộ trong dư luận và bị Hiệp hội Nhân quyền Guinea-Bissau lên án gay gắt.
Sau cuộc đảo chính và giai đoạn bị giam giữ, bà trở lại chính trường với vai trò cố vấn cho Tổng thống José Mário Vaz, và vào năm 2015, được bổ nhiệm làm Bộ trưởng Bộ Quốc phòng trong nội các của Thủ tướng Carlos Correia. Năm 2016, bà tiếp tục giữ chức vụ này và phát biểu về những thách thức trong việc ngăn chặn nạn buôn bán ma túy tại khu vực quần đảo Bissagos – một điểm nóng trong mạng lưới tội phạm xuyên quốc gia.